# Spellblast
Spellblast – włoska grupa muzyczna wykonująca folk-power metal, założona w 1999 roku.

## Skład[1]

### Obecni członkowie
- Ivan Dellamorte – keyboard, wokal
- Luca Arzuffi – gitara prowadząca
- Claudio Arsuffi – gitara rytmiczna
- Xavier Rota – gitara basowa
- Edo – perkusja
- Jonathan Spagnuolo – wokal, frontman

### Byli członkowie
- Kaste – wokal, frontman
- Dibo – keyboard
- Mattia – perkusja
- Alberto Baldi – perkusja

## Dyskografia

### Albumy
- Horns of Silence (2007)
- Battlecry (2010)
- Nineteen (2014)

### Splity
- Spellblast / Aleph / Fuoriuso / ProgressiveXperience (2007)

### Demo
- Ray of Time (2004)